# 卡比昂隆縣

卡比昂隆縣在阿薩姆邦的位置

卡比昂隆縣是印度東北部阿薩姆邦的一個縣，面積10,434平方公里，2011年人口965,280，八成人口信奉印度教，人口密度每平方公里93人。行政中心迪普。

## 外部連結
- Karbi Anglong district website

26°00′N 93°30′E / 26.000°N 93.500°E